# Pan-Afrikaans Congres (1919)
Het Pan-Afrikaans Congres dat op 19, 20 en 21 februari 1919 in Parijs werd gehouden, was het tweede moment in de geschiedenis dat een deel van de zwarte wereldbevolking zich verenigd liet horen en hoewel gematigd, om meer zelfbeschikking en zelfbestuur vroeg. Het begrip panafrikanisme, dat voor het eerst op de Pan-Afrikaanse Conferentie van 1900 in Londen werd gebruikt, kreeg na het congres in 1919 pas echt gehoor. De Amerikaanse intellectueel, professor en redacteur W.E.B. Du Bois (1868-1963) was verantwoordelijk voor de organisatie en bleek een onmisbare factor te zijn voor het slagen van het congres. Naast meer rechten verklaarde de 57 afgevaardigden ook dat er een pakket aan internationale wetten nodig was om de inheemse bevolking van Afrika te beschermen tegen uitbuiting, lijfstraffen en slavernij en hen van goed onderwijs te voorzien. Een ander doel was het onder internationale supervisie plaatsen van de voormalige Duitse koloniën Tanzania, Kameroen, Togo en Zuidwest-Afrika welke het na de Eerste Wereldoorlog was kwijtgeraakt. Ondanks het feit dat een groot deel van Afrika niet op het congres werd vertegenwoordigd en de directe gevolgen van het congres minimaal waren, heeft het een belangrijke rol gespeeld bij de evolutie van de panafrikaanse stroming. Na het congres in Parijs zijn er nog vier andere Pan-Afrikaanse Congressen in 1921, 1923, 1927 en 1945 gehouden.

## Achtergrond

### Oorsprong
Het Pan-Afrikaans Congres van 1919 in Parijs wordt door vele historici gezien als de eerste succesvolle poging om panafrikanisme als een georganiseerde stroming op de kaart te zetten. De Amerikaanse intellectueel, professor en redacteur W.E.B. Du Bois (1868-1963) was de belangrijkste factor bij de organisatie van het congres -en de vier congressen die hier op zouden volgen- en wordt als de vader van het panafrikanisme gezien. Het concept vindt zijn oorsprong echter tijdens de Pan-Afrikaanse Conferentie van 1900 in Londen, georganiseerd door een advocaat uit Trinidad, genaamd Henry Sylvester Williams (1869-1911).
Du Bois woonde de conferentie in de Westminster Hall in 1900 bij als een bestuurder en was verantwoordelijk voor het ontwerp van het officiële document Adress of the Nations of the World. Het document kaartte de universele strijd om gelijke politieke, sociale, economische en mensenrechten aan en zou naar alle koloniale machten in de wereld gestuurd worden. Al wordt de conferentie als een kleine stap gezien en leidde het niet tot directe actie, Du Bois was ervan overtuigd dat het de aandacht had getrokken en dat dit de juiste manier was om het Afrikaanse vraagstuk onder de aandacht te brengen. Gedurende de conferentie in Londen werd het woord panafrikanisme voor de eerste keer gebruikt. Ook stelde Du Bois tijdens deze conferentie vast dat “het probleem van de twintigste eeuw, het probleem is van de kleurlijn”. Nog belangrijker was zijn mededeling over de noodzaak van een drastische sociale verandering en het beëindigen van de Europese uitbuiting in Afrika, aangezien dit centraal zou komen te staan bij het begrip panafrikanisme:
“Let the nations of the World respect the integrity and independence of the free Negro states of Abyssinia (Ethiopia), Liberia, Haiti, and the rest, and let the inhabitants of these states, the independent tribes of Africa, the Negroes of the West Indies and America, and the black subjects of all nations take courage, strive ceaselessly, and fight bravely, that they may prove to the world their incontestable right to be counted among the great brotherhood of mankind.”

### Motieven
De motieven van Du Bois om een tweede Pan-Afrikaans Congres, ditmaal in 1919 in Parijs, te organiseren kan de oorsprong van het panafrikanisme helpen te verklaren. Du Bois zag Afrika als zijn 'geboorteland' en had een romantische en humanitaire betrokkenheid met de bevolking van dit continent. Daarnaast zag hij hoop in het feit dat het imperialistische Duitsland was verslagen in de Eerste Wereldoorlog. De concepten zelfbeschikking en anti-imperialisme waren aan de orde van de dag en waren voor Du Bois tevens de belangrijkste motieven om het congres te organiseren. Du Bois gaf aan: “let there begin on the Dark Continent a last great crusade for humanity. With Africa redeemed, Asia would be safe and Europe indeed triumphant.”
Du Bois koos de maandelijkse bijeenkomst van de Amerikaanse interraciale protestgroep National Association for the Advancement of Colored People (NAACP) op september 1918, om zijn ideeën voor het congres voor te stellen. Du Bois werkte als redacteur voor het organisatietijdschrift The Crisis en was ook lid van het bestuur van de NAACP. Het blijft onduidelijk waarom hij juist deze maand voor zijn voorstel uitkoos, maar het logische antwoord lijkt te zijn dat toen duidelijk werd dat de geallieerde zouden winnen, het hem noodzakelijk leek om voor de NAACP directe stappen te ondernemen betreffend de toekomst van Afrika.

### Memorandum voor de toekomst van Afrika
President Woodrow Wilson voer op 4 december 1918 aan boord van de George Washington naar het door oorlog verwoeste Europa. Het doel van zijn bezoek aan Parijs was het presenteren van zijn veertien punten en de creatie van het vredesverdrag van Versailles. In oktober werd Du Bois' voorstel door het NAACP bevestigd en vertrok hij vier dagen na het vertrek van Wilson, aan boord van de officiële persboot Orizaba, richting Parijs. Du Bois dankt zijn plek op de Orizaba voornamelijk aan zijn memorandum ‘On the Future of Africa’. Het memorandum was het product van vele jaren aan onderzoek en interesse over Afrika en de verbeteringen van de status van Afrikanen in de Verenigde Staten. In het document gaf Du Bois aan dat er een centrale Afrikaanse staat gecreëerd moest worden, bestaand uit de voormalige Duitse koloniën en Belgisch-Congo. Deze staat stond in het belang van de gehele Afrikaanse bevolking en van beschaving in het algemeen. Alhoewel Du Bois een einde wilde maken aan het handelen in en uitbuiten van de Afrikaanse bevolking, had het memorandum een gematigde toon en geen verwijzingen naar strijd of het gebruik van geweld.
De beslissing van het NAACP om Du Bois naar Parijs te sturen kwam echter niet voort uit de interesse in zijn voorstel van een Pan-Afrikaans Congres. Het NAACP was eerder geïnteresseerd in een zwarte vertegenwoordiging op de vredesbesprekingen in Versailles en in een omvangrijk onderzoek naar de behandeling van zwarte soldaten gedurende de Eerste Wereldoorlog. Du Bois' memorandum leidde tot een besluit om 25 Amerikaans Afrikaanse afgevaardigden naar Parijs te sturen om met president Wilson de toekomst van Afrika te bespreken. Du Bois gebruikte het onderzoek naar Amerikaans Afrikaanse soldaten indirect om toestemming te krijgen voor het congres. De NAACP zou uiteindelijk het gehele congres financieren.

## Organisatie van het congres

### Steun Verenigde Staten blijft uit
De volgende stap voor Du Bois bij de organisatie van het Pan-Afrikaanse Congres was ervoor te zorgen dat de belangrijkste leden van de regering-Wilson zijn memorandum te lezen kregen. Ook hoopte Du Bois dat hij geselecteerd zou worden als officiële zwarte afgevaardigde bij de vredesbesprekingen in Versailles. Hij schreef Wilson een brief waarin hij benadrukte dat hij het vacuüm zou kunnen vullen dat was ontstaan door de beslissing om geen afgevaardigde van de zwarte gemeenschap te hebben: “it would be a calamity for the two hundred million of black people to be absolutely without voice or representation at this great transformation of the World.”
Onder de Amerikaanse afgevaardigden voor de vredesbesprekingen in Versailles bestond er inmiddels de angst dat het congres zou gebruikt worden om het land in diskrediet te brengen. De Amerikanen vreesden dat Du Bois de discriminatie van zwarte Amerikanen in de Verenigde Staten zou aankaarten. Het was vooral bang om door andere landen geconfronteerd te worden met gruwelijkheden als lynchpartijen, die destijds een realiteit waren in de Verenigde Staten. Du Bois' pogingen om president Wilson te overtuigen van het feit dat het congres niet over Afrikaanse Amerikanen zou gaan, mislukten omdat hij Wilsons hoofdadviseur, Kolonel Edward House, niet te pakken kreeg. Een gevolg hiervan was dat vele zwarte afgevaardigden van de Verenigde Staten hun paspoorten niet kregen en daarmee niet deel konden nemen aan het congres.
Iemand die wel een paspoort kreeg was pastoor William H. Jernagin, president van het National Race Congress. Het Amerikaanse ministerie van buitenlandse zaken weigerde echter paspoorten uit te delen aan prominente afgevaardigden van the National Equal Rights League, Madame Walker, pastoor A.C. Powell, en redacteur van de Boston Guardian, William Monroe Trotter. Uiteindelijk zou verklaard worden dat het verbod op paspoorten gebaseerd was op een verklaring van de Franse regering dat het niet de juiste tijd was om een Pan-Afrikaans Congres in Parijs te organiseren.

### Rol Blaise Diagne
De Amerikaanse geheimen dienst was overtuigd van het feit dat Du Bois' pogingen om politici, journalisten en academici voor zijn congres te winnen, tot niets zouden leiden. Deze overtuiging bleek niet ver van de werkelijkheid te zitten en het lukte Du Bois niet om toestemming van het Amerikaanse Congres te krijgen. Ook de minister-president van Groot-Brittannië, David Lloyd George, was ontoegankelijk. De Franse regering, overtuigd van het feit dat het congres over Afrikaanse zelfbeschikking zou gaan, besloot ook tot een verbod. De ommekeer kwam in de vorm van Blaise Diagne (1872-1934) van Senegal. Diagne was het eerste Afrikaanse lid van de Franse Kamer van Afgevaardigden en de hoogste commissaris met speciale autoriteiten in het Franse gedeelte van West-Afrika.
Diagne had goede banden met de Franse minister-president Georges Clemenceau, voornamelijk dankzij zijn succesvolle pogingen om in de Eerste Wereldoorlog duizenden Afrikaanse troepen voor het Franse leger te werven. De Afrikaanse soldaten waren voor een groot deel verantwoordelijk geweest voor het tegenhouden van het Duitse offensief bij de Slag bij de Marne in 1918. Diagne kreeg Clemenceaus toestemming, al benadrukte de Franse minister-president dat het congres niet aangekondigd mocht worden, hetgeen de gevoeligheid des te meer onderstreept. Diagne zou uiteindelijk president worden van het Pan-Afrikaans Congres, met Du Bois als secretaris.

### Steun voor het Congres
Du Bois had aan het begin van januari reeds een gedetailleerd organisatieplan en alle discussieonderwerpen gereed. Hij wilde een comité vormen dat verantwoordelijk was voor de voorbereidingen van het congres en het sturen van uitnodigingen. Ook hoopte Du Bois dat het Pan-Afrikaans Congres van 1919 een permanente organisatie zou worden. Hij wilde in Parijs gehoord worden en het congres moest een vervolg krijgen. Deze hoop was ook aanwezig bij de eerste Pan-Afrikaanse Conferentie in 1900, maar bleek toen tevergeefs. Als onderdeel van zijn plan zocht hij samenwerking met de gekleurde leden van het Franse parlement en verschillende blanke liberale organisaties zoals the Aborigines Protection Society of England, the American Peace Society, the International Bureau for Protection of Aborigines, the International Geographical Institute of Belgium en the League for the Rights of Man. Een andere belangrijke winst was de steun van Madame Calman-Lévy, weduwe van een befaamde Franse uitgever, die ervoor zorgde dat de voorbereidingen in een van de meest prominente salons van Parijs konden plaatsvinden. Du Bois legde verder contact met Afrikanen die al in Parijs aanwezig waren, met de onafhankelijke regeringen van Liberia, Haïti en Ethiopië en met Amerikaanse organisaties zoals het Amerikaanse leger, de YMCA en de YWCA.

## Het Congres

### Afgevaardigden
Het Pan-Afrikaans Congres was uiteindelijk meer ‘pan’ dan Afrikaans, aangezien slechts een handvol van de 57 afgevaardigden daadwerkelijk afkomstig waren van het Afrikaanse continent. Zoals de secretaris van het congres zelf, had Du Bois en zijn collega's uit de Verenigde Staten zelf nog nooit één voet op Afrikaans grondgebied gezet. De tweede groep afgevaardigden bestond uit dertien personen en was afkomstig uit Frans West-Indië. Zeven afgevaardigden waren afkomstig uit Haïti en hetzelfde aantal kwam uit Frankrijk. Algerije, Belgisch-Congo, de Spaanse en Portugese koloniën, Ethiopië en Egypte hadden elk één afgevaardigde. Uitzonderlijk genoeg was het ook slechts één afgevaardigde die het gehele Britse Afrika moest vertegenwoordigen, namelijk de gekleurde ex-burgemeester van de wijk Battersea in Londen. Lloyd Georges regering had duidelijk geen belangstelling en de overige Britse belangstellenden moesten rekening houden met het verbod op hun paspoorten.
| Land                             | Afgevaardigden |
| -------------------------------- | -------------- |
| Verenigde Staten                 | 16             |
| Frans West-Indië en Frans-Guyana | 13             |
| Haïti                            | 7              |
| Frankrijk                        | 7              |
| Liberia                          | 3              |
| Spaanse koloniën                 | 2              |
| Portugese koloniën               | 1              |
| Ethiopië                         | 1              |
| Saint-Domingue                   | 1              |
| Groot-Brittannië                 | 1              |
| Engels-Afrika                    | 1              |
| Frans-Afrika                     | 1              |
| Algerije                         | 1              |
| Egypte                           | 1              |
| Belgisch-Congo                   | 1              |
| Totaal                           | 57             |

### Besluiten
De speeches en de officiële documenten tijdens het congres waren voornamelijk gericht aan de koloniale mogendheden in Afrika. De uitlatingen hadden echter een gematigde toon en waren weinig kritisch. President van het Pan-Afrikaans Congres, Blaise Diagne, loofde Frankrijk zelfs voor zijn beleid in Afrika. Ook de gruwelijkheden van de Belgische en Portugese bewinden in Afrika werden niet aangekaart. Daarnaast waren er maar een handvol Afrikaans Amerikaanse gedelegeerde die de ongelijke situatie van de zwarte bevolking in de Verenigde Staten onder de aandacht brachten, maar deden dit ook op gematigde toon.
De meeste aandacht ging tijdens het congres uit naar een petitie dat aan de Volkenbond gericht was. De petitie verzocht de geallieerde mogendheden om de voormalige Duitse koloniën van Tanzania, Kameroen, Togo en Zuidwest Afrika onder internationale supervisie te plaatsen. De gedachte hierachter was dat deze landen zich uiteindelijk zelf zouden kunnen besturen en daarmee onafhankelijk zouden worden. Du Bois zou een aantal jaren later beweren dat de beslissing over de koloniale gebieden, het systeem van het mandaatgebied, dat tijdens de vredesbesprekingen van Versailles gemaakt was, gebaseerd zou zijn op de petitie van het Pan-Afrikaans Congres. Deze bewering wordt echter als niet bewezen en lichtelijk overdreven gezien.

### Resoluties
De 57 afgevaardigden van het Pan-Afrikaans Congres in Parijs waren niet van mening dat de gekoloniseerde Afrikaanse landen voor een complete onafhankelijkheid moesten strijden. Ze waren echter wel van mening dat de landen meer rechten en zeggenschap in hun eigen regering moesten krijgen, maar stelden tegelijkertijd de kanttekening dat dit niet sneller moest gaan dan hun “ontwikkeling” zou toelaten. Naast meer rechten verklaarde de afgevaardigden dat er een pakket aan internationale wetten nodig was om de inheemse bevolking van Afrika te beschermen en hen te voorzien van goed onderwijs. Ook moesten er nieuwe wetten komen die uitbuiting, slavernij en lijfstraffen zouden tegengaan. De Volkenbond moest een permanent bureau openen om te controleren of deze politieke, sociale en economische wetten werden nageleefd. Daarnaast werd er geëist dat de zwarte -en specifiek de Afrikaanse- bevolking voortaan volgens de volgende principes zou geregeerd worden:
- Het land: wanneer de inheemse bevolking in staat is om haar land en de natuurlijke grondstoffen rendabel te ontwikkelen, zullen zij hier recht op hebben.
- Kapitaal: de investering in kapitaal en het verlenen van tegemoetkomingen moeten gereguleerd worden om uitbuiting te voorkomen. Ook dient er rekening gehouden te worden met de sociale en materiële behoefte van de inheemse bevolking.
- Arbeid: Slavernij en lijfstraffen worden afgeschaft, met uitzondering van gedwongen arbeid als gevolg van criminaliteit.
- Onderwijs: het is het recht van ieder inheems kind om hun eigen taal en de taal van de koloniale macht te kunnen lezen en schrijven. Ook is het de taak van de staat om een zo groot mogelijke groep te voorzien van technische en culturele kennis.
- Medicijnen en Hygiëne: de staat zal verantwoordelijk zijn voor het verschaffen van medische zorg en sanitaire voorzieningen. Ook dient de staat zo snel mogelijk te zorgen voor een aanzienlijke inheemse medische werkgemeenschap.
- De Staat: de inheemse bevolking van Afrika heeft het recht om deel uit te maken van haar regering. Ze moeten direct deel kunnen nemen in lokale en tribale overheden en participatie in hogere ambten van de staat zal, naarmate de ontwikkeling van de bevolking toeneemt, langzamerhand worden uitgebreid.
- Cultuur en Religie: er zal niet één specifieke religie worden opgedrongen en er zal vrijheid van geweten bestaan. Inheemse tradities, sociaal erfgoed en de individu zullen worden gerespecteerd zo lang ze niet tegenstrijdig zijn met de algemene principes van beschaving.
- Ontwikkelde Inheemse Individuen: als een individu van Afrikaanse afkomst kan aantonen dat hij ontwikkeld is, zal hij dezelfde rechten krijgen als zijn medeburgers. Zijn stem zal niet geweigerd worden op basis van ras of kleur, hij zal niet anders berecht worden en zal dezelfde economische en sociale rechten krijgen.
- Volkenbond: een grotere veiligheid van leven en eigendom zal gegarandeerd worden. De inheemse bevolking zal dezelfde vertegenwoordiging van alle internationale instituten van de Volkenbond genieten. De ontwikkeling van de Afrikaanse bevolking is een heilige missie voor de beschaving. Bovenstaande principes dienen daarom meegenomen te worden in de ontwikkeling van de Volkenbond.

### Aandacht van de pers
De reden dat het Pan-Afrikaans Congres bijna zestig personen telden, kwam grotendeels door Calman-Lévy's prominente salon en door de ingenieuze publiciteitscampagne en coördinatie van Du Bois en zijn assistent secretaris Ida Gibbs. Aangezien de Verenigde Staten praktisch geen paspoorten meer aan Afrikaans Amerikaanse burgers verleenden, werden de meeste Afrikaans Amerikaanse afgevaardigden uiteindelijk in Parijs zelf gerekruteerd. Toen Du Bois eenmaal in Le Havre was aangekomen verspilde hij geen moment om het Pan-Afrikaans Congres onder de aandacht te brengen. Kranten in de Verenigde Staten gaven op de voorpagina bericht van Du Bois en zijn memorandum. Zo berichtte Louis Sieblad van de New York World: “the leading negroes of the United States will ask the Peace Conference to turn back to native control the German colonies in Africa for national organization by those there now and by other Negroes who may wish to live under a government by and of their own race in the old African land.”
Over het algemeen kan gezegd worden dat het congres goede aandacht van de pers kreeg. Du Bois dankte deze aandacht voornamelijk aan zijn lobby met de ‘reguliere blanke pers’ tijdens zijn reis op het persschip Orizaba. De New York Evening Globe gaf de gebeurtenis in Parijs aanzienlijke aandacht. Twee dagen na het congres beschreef ook de New York Herald dat er niets “onredelijks” in Du Bois' programma te vinden was. Een correspondent in de Chicago Tribune schreef dat het memorandum dat Du Bois oorspronkelijk had ontworpen, erg utopisch was en gaf aan: “it has less than a Chinaman's chance of getting anywhere at the Peace Conference.” Toch schreef de krant ook dat de ideeën wel “interessant” waren. Positievere aandacht kreeg het congres van de Amerikaanse zwarte krant New York Age. De krant publiceerde op 22 februari 1919 een uitgebreid achtergrond artikel over het congres waarin het aangaf dat de gehele zwarte wereldbevolking van 157.000.000 werd vertegenwoordigd. De Franse pers was bezorgder en volgde Du Bois' plannen met argwaan.

## Historische relevantie

### Afloop
Op woensdagmiddag, 19 februari 1919, opende Blaise Diagne het eerste Pan-Afrikaans Congres. Hij gaf een toespraak over de mogelijkheden die het Franse kolonialisme aan haar onderdanen bood en drukte zijn hoop uit dat het idee van raciale eenheid iedereen van Afrikaanse afkomst zou doen inspireren. Er kan gezegd worden dat het driedaagse Pan-Afrikaans Congres ongepland en gehaast was, maar ook verrassend in zijn voorbereiding en uitvoering. Alle sessies van het congres werden gehouden in het Grand Hotel op de Boulevard des Capucines. De resoluties van het congres zouden op de vredesbesprekingen in Versailles worden gepresenteerd. Het lukte Du Bois echter pas na het congres om contact te maken met hooggeplaatste leden van de regering-Wilson. Walter Lippmann, een van Wilsons belangrijkste adviseurs bij de vredesbesprekingen van Versailles, gaf na afloop aan dat hij erg geïnteresseerd was in de ideeën van het congres.
De succesvolle afronding van het Pan-Afrikaans Congres, deed de reputatie van Du Bois stijgen. Hij had duizenden kopieën van de resoluties verspreid aan afgevaardigden op de vredesbesprekingen van Versailles. De kosten van de totale trip waren beraamt op $2,291, maar de werkelijke kosten voor het congres bedroegen slechts $750. In een artikel in The Crisis gaf Du Bois aan dat de uitkomsten nog beter hadden gekund als er meer geld was geweest. Deze uitspraak wordt als onrealistisch gezien: “Had the Negroes of the World, as Pan-Africans, kept in Paris during the sessions of the Peace Conference, a central headquarters with experts, clerks and helpers, they could have settled the future of Africa at a cost of less than $10,000.”

### Uitkomsten
Wat kreeg het Pan-Afrikaans Congres van 1919 in Parijs nu eigenlijk voor elkaar? Over het algemeen kan gezegd worden dat de resoluties van het congres niet revolutionair of dreigend waren in hun eisen. De eisen voor het afschaffen van slavernij en lijfstraffen, de verbetering van onderwijs, de bescherming tegen uitbuiting en onteigening van land en de supervisie van de Volkenbond, werden destijds als vrij redelijk gezien. Vele van deze punten waren zelfs al eerder genoemd op de Pan-Afrikaanse Conferentie van 1900 in Londen. Ook de eis om Afrikanen gradueel mee te laten regeren, was al eerder aangegeven op de conferentie in Londen.
Ook al werd Afrika slechts deels vertegenwoordigd op het congres in Parijs, het percentage en de relatie met de heersende Afrikaanse opinie was vele malen groter dan de Pan-Afrikaanse Conferentie van 1900. Echter, ondanks deze verbeterde representatie werden de beslissingen nog steeds door de middenklasse gemaakt en waren tevens gematigd van toon. De geallieerde mogendheden op de vredesbesprekingen van Versailles hebben de resoluties van het Pan-Afrikaans Congres echter nooit serieus overwogen. Het manifest werd “in principe” geaccepteerd, maar heeft nooit tot een specifiek beleid geleid. Het onteigenen van land en de economische uitbuiting van Afrika zou nog vele jaren doorgaan, net als gedwongen arbeid en veel aspecten van slavernij. Wel waren er kleine verbeteringen in het onderwijs, maar ook al konden Afrikanen steeds vaker deel uitmaken van hun regering, inspraak werd altijd tot een minimum beperkt.

### Vervolg

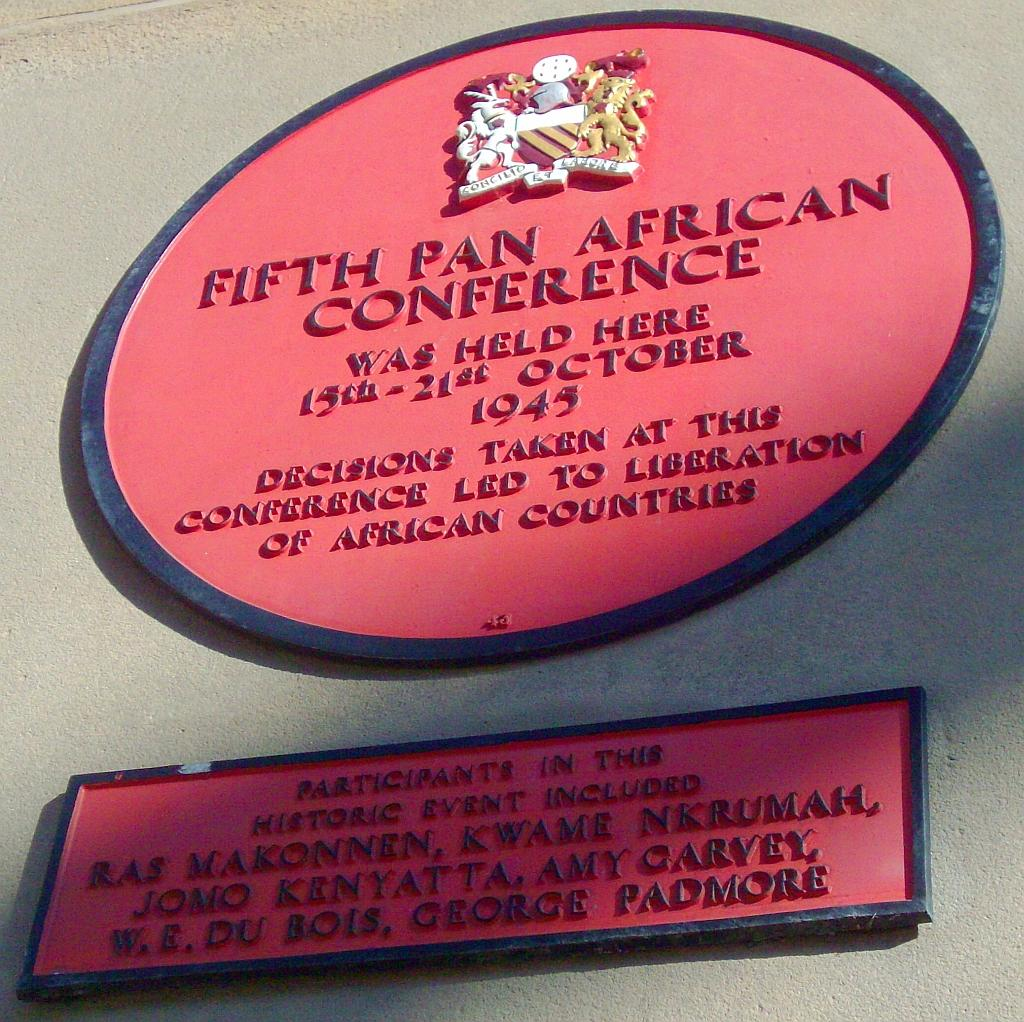

Du Bois zag het Pan-Afrikaans Congres in Parijs als een persoonlijke overwinning en een groot succes. Ook al kan er achteraf gesteld worden dat de bijeenkomst weinig concreets voor elkaar kreeg, moet gezegd worden dat de ontmoeting van 57 afgevaardigden in een tijd waar het onderwerp erg impopulair was, een prestatie op zich is. Alhoewel de resoluties niet direct werden overgenomen, zorgden ze wel voor goede propaganda. Ondanks het non-revolutionaire karakter van het congres, is het belangrijk geweest voor de evolutie van het panafrikanisme. Het congres van 1919 kreeg meer publiciteit dan de conferentie van 1900, maar Du Bois wist dat er een taak was die wellicht nog belangrijker was om de doelen van het panafrikanisme te realiseren. Vanuit het congres van 1919 ontstond een strategie dat alles in zich had om zich tot een Pan-Afrikaanse organisatie te ontwikkelen. Dit betrof de Pan-African Association welke Afrikanen zou kunnen bijstaan bij de vreedzame transitie naar zelfbeschikking en zelfbestuur. Het eerstvolgende congres zou op 1921 plaatsvinden in Londen en Brussel. In 1923 was het de beurt aan zowel Londen als Lissabon, om vervolgens in 1927 in New York gehouden te worden. Het vijfde en laatste congres werd op 1945 in Manchester gehouden.

## Voetnoten
1. ↑  Contee 1972, p. 13
2. 1 2  Contee 1972, p. 14
3. ↑  Fierce 1993, p. 265
4. ↑  Rucker 2002, p. 38
5. ↑  Foner 1970, p. 124-127
6. 1 2  Contee 1972, p. 15
7. 1 2  Lewis 1993, p. 561
8. ↑  Contee 1972, p. 15-16
9. ↑  Fierce 1993, p. 280
10. ↑  Contee 1972, p. 16
11. ↑  Fierce 1993, p. 282
12. ↑  Contee 1972, p. 19
13. ↑  Lewis 1993, p. 562
14. 1 2  Fierce 1993, p. 283
15. ↑  Contee 1972, p. 22
16. ↑  Contee 1972, p 22-23
17. ↑  Lewis 1993, p. 575
18. ↑  Lewis 1993, p. 575-576
19. 1 2 3  Fierce 1993, p. 284
20. 1 2 3  Lewis 1993, p. 576-577
21. ↑  Moore 1981, p. 54
22. ↑  The Marcus Garvey and UNIA Papers Project, UCLA
23. ↑  Lewis 1993, p. 568
24. ↑  Contee 1972, p. 17
25. ↑  Lewis 1993, p. 576
26. ↑  Du Bois 1919, p. 7-9
27. ↑  Contee 1972, p. 24
28. ↑  Fierce 1993, p. 286-287
29. ↑  Fierce 1993, p. 287
30. ↑  Contee 1972, p. 26-27
31. ↑  Moore 1981, p. 54-55
32. ↑  www.international.ucla[dode link]